# Luke Bracey
Luke Bracey, född 26 april 1989, är en australensk skådespelare, bäst känd för sin roll som Trey Palmer i den australiska såpoperan Home and Away. Han har även medverkat i Dance Academy. Under 2011 medverkar han i långfilmerna Monte Carlo och Crimson Tear. Han spelade rollen Cobra Commander i filmen G.I. Joe: Retaliation (2013).

## Filmografi (i urval)
- 2011 – Monte Carlo
- 2011 – Crimson Tear
- 2013 – G.I. Joe: Retaliation
- 2014 – The best of me
- 2014 – The November Man
- 2016 – Hacksaw Ridge
- 2020 – Holidate
- 2022 – Elvis